# Cryptocellus canga
Espèce
Cryptocellus canga est une espèce de ricinules de la famille des Ricinoididae.

## Distribution
Cette espèce est endémique du Pará au Brésil. Elle se rencontre dans des grottes de la Serra dos Carajás.

## Description
Le mâle holotype mesure 5,46 mm et la femelle paratype 5,1 mm.

## Systématique et taxinomie
Cette espèce a été décrite par Pinto-da-Rocha et Andrade en 2012.

## Publication originale
- Pinto-da-Rocha & Andrade, 2012 : « A new species of Cryptocellus (Arachnida: Ricinulei) from Eastern Amazonia. » Zoologia, vol. 29, no 5, p. 474-478 (texte intégral).